# Паливо
Па́ливо — горючі природні або штучні тверді, рідкі або газоподібні речовини, які при спалюванні слугують джерелом теплової енергії. Основною складовою частиною яких є вуглець.

## Історія
Першим відомим використанням палива було спалювання дров Homo erectus майже два мільйони років тому [потрібне цитування] Протягом більшої частини людської історії люди використовували лише види палива, отримані з рослин або тваринного жиру. Деревне вугілля, похідне деревини, використовувалося принаймні з 6000 року до нашої ери для плавлення металів. Він був витіснений коксом, отриманим з вугілля, коли європейські ліси почали виснажуватися приблизно у 18 столітті. Вугільні брикети зараз широко використовуються як паливо для приготування барбекю.
Сиру нафту переганяли перські хіміки, чітко описані в арабських довідниках, такі як Мухаммед ібн Закарія Разі. Він описав процес перегонки сирої нафти в гас, а також інші вуглеводневі сполуки, у своїй «Китаб аль-Асрар» (Книга таємниць). У той же період гас також вироблявся з горючих сланців і бітуму шляхом нагрівання гірської породи для вилучення нафти, яку потім переганяли. Разі також дав перший опис гасової лампи, яка використовує сиру мінеральну олію, називаючи її «naffatah» .
Вулиці Багдада були вимощені смолою, отриманою з нафти, яка стала доступною з природних родовищ у регіоні. У 9 столітті в районі сучасного Баку, Азербайджан, почали розробляти нафтові родовища. Ці родовища були описані арабським географом Аль Масуді в 10 столітті та Марко Поло в 13 столітті, який описав видобуток нафти з цих свердловин.
З розвитком парової машини у Сполученому Королівстві в 1769 році вугілля стало більш поширеним, спалювання якого виділяє хімічну енергію, яка може бути використана для перетворення води на пару. Пізніше вугілля використовувалося для приводу кораблів і локомотивів. До 19 століття газ, видобутий з вугілля, використовувався для вуличного освітлення Лондона. У 20-му і 21-му століттях вугілля в основному використовувалося для виробництва електроенергії, забезпечуючи 40% світового постачання електроенергії в 2005 році.
Викопне паливо було швидко прийнято під час промислової революції, оскільки воно було більш концентрованим і гнучким, ніж традиційні джерела енергії, такі як енергія води. Вони стали ключовою частиною нашого сучасного суспільства, оскільки більшість країн світу спалюють викопне паливо для виробництва електроенергії, але втрачають прихильність через глобальне потепління та пов’язані з ним наслідки, спричинені їх спалюванням.
На даний момент спостерігається тенденція до відновлюваних джерел палива, таких як біопаливо, як спирт.

## Загальний опис

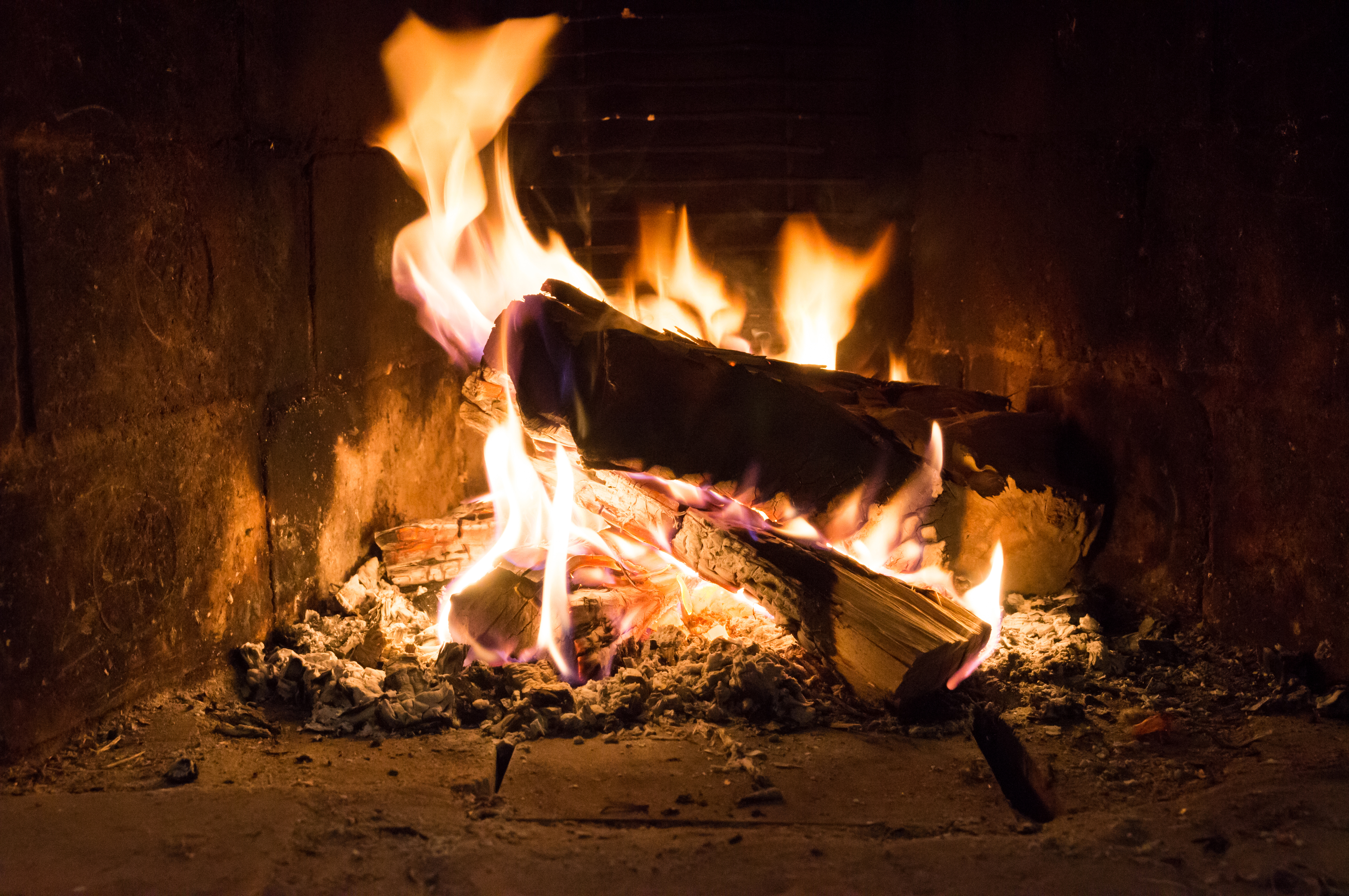
Деревина як паливо

Паливо застосовуються з метою отримання теплової енергії, що виділяється при його спалюванні.
Залежно від походження розрізняють:
- природне паливо: нафта, вугілля, природний газ, горючі сланці, торф, деревина;
- штучне паливо: кокс, біопаливо, моторні палива, генераторні гази й інше.

Найпоширенішим є органічне паливо: вугілля викопне, нафта, торф, природний газ, бензин, генераторний газ, кокс, хімічне ракетне пальне тощо. До неорганічного палива належить, наприклад, металовмісне паливо, у складі якого є чисті метали або їхні хімічні сполуки.
Розвідані запаси викопного палива, млрд т у.п.:
- Вугілля: 799,8 (Увесь світ); 72,6 (Європа); 34,00 (Україна)

- Нафта: 199,4 (Увесь світ); 3,8 (Європа); 0,23 (Україна)

- Природний газ: 172,8 (Увесь світ); 6,5 (Європа); 1,10 (Україна)

Усього:
- - у світі — 1172,0
  - у Європі — 82,9
  - в Україні — 35,33

За агрегатним станом і, відповідно, способом спалювання паливо класифікують на тверде грудкове, пилоподібне, газоподібне (природний газ), рідке (паливна нафта, мазут, нафтопаливо), комбіноване (водовугільне, нафтовугільне) та інші. Головна характеристика палива — ціна за МДж його теплоти згоряння, його агрегатний стан (перевага надається рідкому стану), екологічні властивості продуктів спалювання.
Таблиця  – Найважливіші теплотехнічні характеристики палив
| Паливо | Hdaf, %                                            | Wp, % по масі          | Ap, % по масі                             | , МДж/м3 (газ), МДж/кг                                                     | , МДж/м3 (газ), МДж/кг                                                    | Жаропродуктивність tmax, °С                                   | Максимальна ентальпія Iг, кДж/м3                              | В                                                        |
| Водень Природний газ Зріджений газ Бензин Гас Мазут Дрова Торф грудковий Буре вугілля: — челябінське — підмосковне — олександрійське Кам'яне вугілля: Довгополуменеве Пісне Антрацит Вуглець | 100 25 18 15 14 11 3,6 6 5,2 5,0 6,0 5,5 4,2 1,8 0 | - 3 40 17 33 53 13 5 - | - 0,6 7,0 25,0 23,0 14,0 20,0 15,0 13,0 - | 12,8 30,8 100,6 44,0 43,2 40,6 10,2 10,7 15,8 10,5 6,9 21,5 28,3 27,7 33,9 | 11,7 28,6 92,2 44,0 43,2 40,6 10,2 10,7 15,8 10,5 6,9 20,3 27,4 27,2 33,9 | - 2010 2080 2090 2100 1610 1630 1970 1720 1680 2050 2120 2150 | - 4190 4100 4060 4020 3350-3770 3850 3640 3560 3930 3890 3810 | - 0,81 0,86 0,83 0,75 0,77 0,87 0,80 0,78 0,89 0,93 0,95 |

Таблиця  – Розвідані запаси викопного палива , млрд. т у.п.*
| Вид палива | Увесь світ | Європа | Україна |
| Вугілля    | 799,8      | 72,6   | 34,00   |
| Нафта      | 199,4      | 3,8    | 0,23    |
| Газ        | 172,8      | 6,5    | 1,10    |
| Усього     | 1172       | 72,9   | 35,33   |

Таблиця – Екологічна значущість основних характеристик палив
| Характеристика                                                           | Параметри, що визначають екологічні властивості |
| Займистість: октанове число цетанове число                               | Повнота згоряння палива, ККД двигуна, стукіт Повнота згоряння палива, ККД двигуна, стукіт, димність ВГ, пускові властивості                                       |
| Фракційний склад: початок кипіння кінець кипіння                         | Пускові властивості, втрати при випарюванні, протильодові властивості Повнота згоряння палива, утворення відкладень, фізична стабільність (колоїднохімічний стан) |
| В'язкість                                                                | Ефективність сумішоутворення, витрата палива, димність ВГ |
| Вміст сірки                                                              | Викиди SOx твердих частинок, утворення відкладення |
| Ароматичні вуглеводні                                                    | Викиди ПЦАВ**, твердих частинок, утворення відкладень у камері згоряння                                                                                           |
| Фактичні смоли                                                           | Утворення відкладень у паливній системі |
| Олефіни                                                                  | Утворення відкладень у паливній системі |
| Свинець                                                                  | Токсичність палив, викид сполук свинцю, утворення відкладень у камері згоряння                                                                                    |
| Період індукції й інші показники, що характеризують хімічну стабільність | Утворення осаду при зберіганні палива й утворення відкладень на деталях двигуна і паливної апаратури                                                              |
| Йодне число                                                              | Вміст неграничних сполук, що знижують хімічну стабільність |
| Тиск насиченої пари                                                      | Втрати при випарі |
| Температура спалахування                                                 | Пожежонебезпека |
| Діелектричні властивості                                                 | Пожежонебезпека |
| Зольність                                                                | Викиди твердих частинок, теплопередача, ККД котлів і турбін |
| Густина                                                                  | Ефективність сумішоутворення |
| Температури затвердіння і помутніння, гранична температура фільтрування  | Пускові властивості, подача палива і час прогріву двигуна |

- ВГ — відпрацьовані гази
  -   ПЦАВ — поліциклічні ароматичні вуглеводні

## Стабільність палив
Під фізичною стабільністю розуміють втрату маси палива від випаровування (легкі фракції) і зміну колоїднохімічного стану, що виявляється в порушенні гомогенності палива і появі окремих фаз. Спроби розробити присадки, що знижують випаровуваність бензинів шляхом створення захисного шару поверхнево-активних речовин на поверхні палива, поки що не увінчалися успіхом.
Гомогенність бензинів, які не містять води і механічних домішок (вони практично миттєво осідають на дно), особливих турбот не викликає. Проблеми виникають при використанні спиртобензинових домішок, особливо виготовлених на базі метанолу. Їх стабілізують добавками спеціальних поверхнево-активних речовин чи речовин третього компонента. Наприклад, у бензини додають метанол, змішуючи його з трет-бутиловим спиртом — така суміш називається оксинолом.
Колоїдно-хімічний стан варто враховувати вже для середньодистилятних палив, що звичайно містять невеликі кількості смолистих речовин. Крім того, при зберіганні палив і в умовах працюючого двигуна їх хімічно нестабільні компоненти утворюють високомолекулярні продукти. Проблема фізичної стабільності палив тісно пов'язана із проблемою їхньої хімічної стабільності і вирішується за допомогою антиокисних і стабілізуючих присадок. Парафіни, що є в середньодистилятних і залишкових паливах, при зниженні температури утворюють упорядковану надмолекулярну структуру. Це призводить до втрати текучості палива і його затвердіння. Поліпшення низькотемпературних властивостей дизельних палив можливе за рахунок зниження температури кінця кипіння або використання депресорних присадок. Фізична стабільність залишкових палив цілком визначається їх колоїдною природою.
Основний вплив на старіння мазутів мають температура і контакт із киснем.
Проблеми хімічної і фізичної стабільності мазутів тісно пов'язані. Тому найкращими стабілізуючими присадками до залишкових палив є композиції антиоксидантів з дисперсантами.

## Пожежо- і вибухонебезпечність палив
Пожежонебезпечність палив визначається рядом показників, з яких найбільш часто застосовують температуру спалахування — мінімальну температуру, при якій пари нафтопродукту спалахують від відкритого полум'я. Її визначають у закритому (світлі палива) чи відкритому (залишкові палива) тиглі. Значення температур спалахування, визначених для того самого зразка різними методами, можуть дещо відрізнятися. Наприклад, для мазутів ця різниця може досягати 30оС. Тому обов'язково вказують метод визначення температур спалахування. Для авіаційних бензинів температура спалахування має негативне значення (від мінус 34 до мінус 38°С), тому її визначають рідко. Для дизельних палив вона нормується в залежності від умов застосування: літні палива для дизелів загального призначення повинні мати температуру спалахування нижче 40оС, а для суднових і тепловозних дизелів — не нижче 62оС.
Сучасні українські стандарти встановлюють межу температури спалахування 61оС, нижче якої палива відносять до легкозаймистих (ЛЗР), вище — до горючих (ГР) рідин. Це визначає категорію роботи з паливом і заходи передбачені технікою безпеки.
Крім температури спалахування, для палив визначають температуру займання (Тз) і температуру самозаймання (Тс). Дані з пожежо- і вибухонебезпечності — концентраційні межі займання (КМЗ), температурні межі вибуховості (ТМВ), а також вимоги ДСТУ 12.1010 щодо гранично допустимої вибухонебезпечної концентрації (ГДВК) парів палив у повітрі, представлені в таблиці.
Таблиця – Показники пожежо– й вибухонебезпечності палив
| Паливо               | Тс, °С  | ТМВ     | ТМВ    | КМЗ,%    | ГДВК,% |
| Паливо               | Тс, °С  | Верхній | Нижній | КМЗ,%    | ГДВК,% |
| Авіаційний бензин    | 380-480 | -4      | -37    | 0,98-5,5 | 0,46   |
| Автомобільний бензин | 255-300 | -7      | -      | 0,75-5,2 | 0,53   |
| Дизельне зимове      | 240     | 119     | 69     | 0,52-0,6 | 0,30   |

Вибухонебезпечність палив може бути усунута додаванням у пароповітряну суміш інертних газів в досить великих концентраціях щодо суміші: від 8 % — для тетрахлориду вуглецю до 43 % — для аргону.
Оскільки палива є діелектриками, на їхній поверхні може накопичуватися статична електрика, розряди якої приводять до утворення іскри. Особливо це істотно при роботі з реактивними паливами: їх заправлення в баки літаків супроводжується інтенсивним тертям. Тому стежать за питомою електричною провідністю реактивних палив. Електризації палив сприяють такі атмосферні умови, при яких провідність повітря невелика: низькі температури і мала вологість повітря. Для гарантування пожежної безпеки при перекачуванні палив з високими швидкостями (заправлення літаків, завантаження танкерів) у палива вводять антистатичні присадки, що забезпечують інтенсивне розсіювання електростатичних зарядів з маси палива.

## Токсичність палива
За токсичністю нафтові палива становлять меншу небезпеку, ніж продукти згоряння. Вуглеводні, що складають їх основну масу, для людини порівняно нешкідливі. Найбільш токсичні ароматичні, ненасичені і, нарешті, насичені вуглеводні. Особливо токсичний бензол, тому його вміст у бензинах нормується. У залишкових паливах присутні значні кількості конденсованих ароматичних сполук, багато з яких канцерогенні.
Гранично допустимі концентрації пари палив встановлені в перерахуванні на вуглець і коливаються від 100 (реактивне паливо) до 300 мг/м3 (бензин і дизельне паливо). Вміст пари палив у повітрі визначається леткістю і температурою навколишнього середовища. Леткість розраховують за формулою:
L=16•PM/(273+t), де L — леткість, мг/л; Р — тиск насиченої пари, мм. рт. ст.; М — молекулярна маса речовини; t — температура навколишнього середовища оС.
На практиці визначають тиск насиченої пари. Цей показник нормується для палив, що легко випаровуються. Його наближене значення може бути обчислене в такий спосіб:
Lg=2,763-0,019•tкип+0,024•t, де Р — тиск насиченої пари, мм. рт. ст.; t — температура навколишнього середовища; tкип — температура кипіння речовини, оС.
Нафта і залишкові паливні фракції містять істотні кількості поліциклічних ароматичних вуглеводнів, частина з яких виявляє канцерогенну активність. Наприклад, вміст бенз-α-пірену в російських нафтах коливається від 250 (Ладушкинська) до 3 500 мкг/кг (грозненська).
Палива можуть містити токсичні гетероатомні сполуки, концентрація яких збільшується з підвищенням температури кипіння палив. Ці сполуки становлять небезпеку, наприклад, при розігріванні мазутів у процесі паливопідготовки. Проблему зниження токсичності палив не можна вирішити за допомогою присадок, однак у деяких випадках присадки корисні. Застосування депресорів і диспергуючих присадок, наприклад, дозволяє знизити температуру нагрівання залишкових палив.
Нерідко присадки, що вводяться в паливо, самі мають підвищену токсичність. Такі, наприклад, як тетраетилсвинець і ароматичні аміни, використовувані для підвищення октанового числа автомобільних бензинів.

## Присадки до палива
Асортимент присадок до палива нараховує більше 20 основних типів, а кількість композицій, використовуваних на практиці, складає сотні. Здебільшого вони призначені для поліпшення процесів горіння палива і тим самим сприяють зниженню токсичності продуктів згоряння. Принциповий асортимент присадок, які прямо чи опосередковано поліпшують екологічні характеристики палив, представлений нижче:
- Антиоксиданти, антидетонатори і промотори запалення вводять у палива на нафтопереробних заводах для забезпечення нормованих показників якості продукції.

- Антидетонатори на основі тетраетилсвинцю і промотори запалення, що містять алкілнітрати, отруйні і окремо не продаються.

- Мийні присадки до бензинів і дизельних палив застосовують у різних варіантах. Заводи випускають спеціальні марки палив із присадками, при цьому нормується показник, що гарантує наявність і ефективність присадки в паливі. Мийні присадки в дрібній розфасовці надходять у роздрібний продаж і використовуються на розсуд споживача. У цьому випадку на споживача лягає відповідальність за регулярне і правильне застосування присадок.

З технічної точки зору вдалим варіантом є введення присадок у паливо на великих нафтобазах, якщо там є необхідні для цього умови.
Присадки не повинні погіршувати фізико-хімічні й експлуатаційні властивості палив. Але при цьому допустимі відхилення від нормативних показників, що непрямим чином характеризують якість нафтопродукту.